# ジャスティンと勇気の騎士の物語
『ジャスティンと勇気の騎士の物語』（原題：Justin and the Knights of Valour）は 2013年にリリースされたスペイン語の3Dコンピューターアニメーション映画である。日本では、劇場未公開だが、2015年1月9日にDVDで発売された。

## ストーリー
統治するすべての弁護士が昔の高貴な騎士を追放した中世の世界で、若いジャスティンは本当の騎士になるために冒険の旅に乗り出す必要があった。ジャスティンは父親である検察総長のレジナルドの意志に反し、友人のタリアとメルキアデスの助けを借りて、邪悪なヘラクリウスのクーデターを阻止し、王国に騎兵隊を復帰させた。

## 登場キャラクター
ジャスティン
彼の前の祖父のように騎士になることを夢見る10代の少年。ジャスティンはすぐに彼の夢を達成するための探求に着手します。彼は恥ずかしがり屋で、自信がなく、体格がややあり、不器用です。しかし、彼は勇気があり、決意があり、心に忠実で、スマートで、かなりハンサムです。
タリア
大家族の元バードの10代の少女。彼女の古い仕事にうんざりし、冒険のスリルを求めて、タリアはすぐにジャスティンに加わり、結局彼に深く恋をしました。彼女は長い茶色の髪の彼女の年齢のために美しく、戦いに熟練しており、機敏で、冒険が大好きで、他の人を大事にしています。
ヘラクリオ
彼の王国を裏切り、ローランド卿を殺害した元騎士。
メルキアデス
旅行中にジャスティンとタリアを伴う奇妙な分割個性を持つ風変わりなウィザード。
ララ
ジャスティンの元の片思いと王国の開拓者経済の娘。彼女はブロンドの髪をしており、多くのドレスや化粧をしており、利己的で他人の感情に敏感ではありません。
ソタ
熟練した勇敢な剣士、ジャスティンの忠実な同盟国は彼と様々な挑戦に直面し、悪の力と戦います。
レジナルド
ジャスティンの父親。彼は王国の最高の弁護士であり、騎士に猛烈に反対しています。彼は息子が彼のような弁護士になることを望んでいる。
グラン
ジャスティンの祖母とレジナルドの母親。

## キャスト
| 役名               | 原語版                   |
| ------------------ | ------------------------ |
| ジャスティン       | フレディ・ハイモア       |
| タリア             | シアーシャ・ローナン     |
| レガンティア       | チャールズ・ダンス       |
| ララ               | タムシン・エガートン     |
| ソタ               | ルパート・エヴェレット   |
| ブラウリオ         | バリー・ハンフリーズ     |
| レジナルド         | アルフレッド・モリーナ   |
| 魔女               | アンジェラ・ランズベリー |
| メルキアデス       | デヴィッド・ウォリアムス |
| おばあちゃんリリー | ジュリー・ウォルターズ   |
| ガビロニアの女王   | オリヴィア・ウィリアムズ |

## 製作

### 開発
2012年9月21日、マヌエルシシリアがマシュージェイコブスと監督および脚本を執筆することになりました。制作、開発、撮影は2013年8月28日に始まりました。

### 音楽
イラン・エシュケリは映画とそのサウンドトラックで音楽を獲得しました。サウンドトラックには、Ashが演奏した「カンフー」、エイデングリムショーがアルバムミスティアイで演奏した「Be Myself」、サブウェイがアルバムお金と有名人が演奏した「It's a Party」、およびレベッカ・ファーガソン＆が演奏した「Heroes」も含まれています。メトロポリタンオーケストラ。

### アニメーションと特殊効果
映画は3Dコンピュータアニメーションで行われ、映画の3Dアニメーションの特殊効果はPost23によって行われました。

## 評価
レビューアグリゲーターのウェブサイトであるRotten Tomatoesは、15件のレビューに基づく平均評価3.93 / 10で、フィルムの13％の承認評価を報告しました。批判は、エンパイアのアンドリュー・オズモンドが「恐ろしい[そして]サブパー」と表現したアニメーションに集中していた。他の批判は台本に課されました。 SFXのジェーン・ネルソン氏は、「アクションは不格好で、ジョークはフラットに何度も繰り返され、スクリプトは地面から降りようとするため、必死に翼のフラップからキスをしている風を感じさせます。」